# Karl-Ulrich Burgdorf

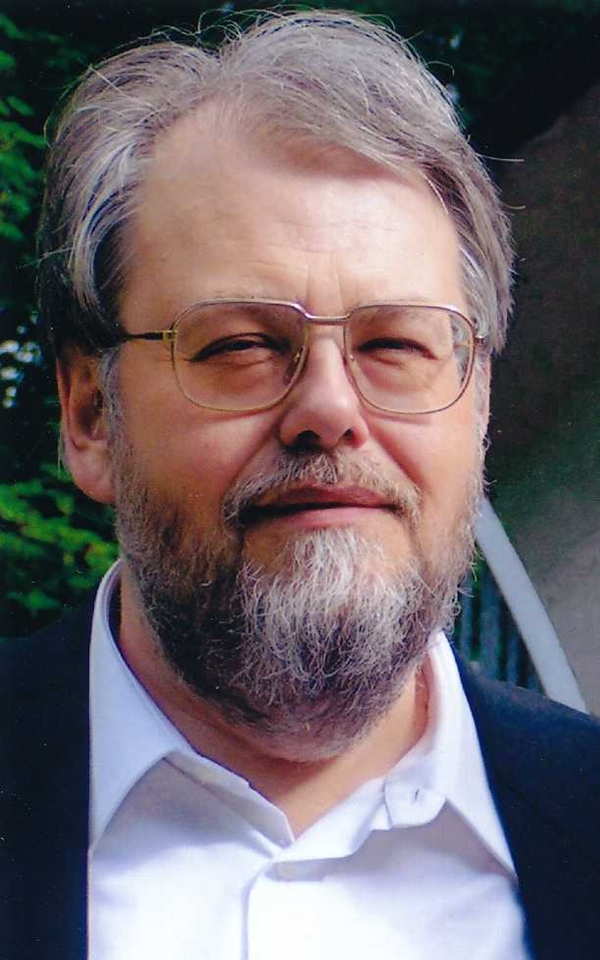
Karl-Ulrich Burgdorf im Jahr 2006

Karl-Ulrich Burgdorf (* 7. Oktober 1952 in Hagen) ist ein deutscher Schriftsteller und Übersetzer, der auch die Pseudonyme Henry Wolf, Robert Craven (als Co-Autor von Wolfgang Hohlbein), C. T. Bauer, Arl Duncan, Harald Münzer und Martin Hollburg (zusammen mit Martin Baresch und Wolfgang Hohlbein) verwendet hat.

## Leben
Er absolvierte 1971 bis 1973 bei zwei Tageszeitungen Redaktionsvolontariate und studierte ab 1973 an der Universität Münster Publizistik, Politik und Soziologie. Seit 1982 ist er freier Schriftsteller und Übersetzer. Er veröffentlicht vor allem phantastische Romane und Erzählungen sowie Comics. Unter dem vorwiegend von Wolfgang Hohlbein benutzten Pseudonym Henry Wolf verfasste er einige Romanhefte für die Reihe Gespenster-Krimi (in der Unterserie "Raven"), die später unter seinem eigenen Namen mehrere Neuausgaben erfuhren. Außerdem schrieb er – teilweise ebenfalls unter Pseudonym – als Gastautor für Serien wie Vampira, Damona King, Die UFO-Akten, Die Terranauten, Erde 2000, Fantasy – Götter, Krieger und Dämonen, und übersetzte Texte von Philip K. Dick, Orson Scott Card und John Schneider (das Stück My Werewolf für das Theater im Pumpenhaus, Münster). 1980 gab er dem damals noch unbekannten Autoren Wolfgang Hohlbein den Rat, sich als Heftroman-Autor beim Bastei-Verlag (für die Heftreihe Professor Zamorra) zu bewerben, was zu Wolfgang Hohlbeins erster professioneller Veröffentlichung führte. In den Jahren 1978 und 1979 war er Redakteur des Magazins Science Fiction Baustelle und von 1986 bis 1991 Mitherausgeber des Informationsdienstes science fiction media. 2001 war Burgdorf Regieassistent bei der Loco-Mosquito-Produktion Fight Club – Das Ende vom Anfang und 2002 Mit-Organisator der Patrick Wildermann-/Loco-Mosquito-Werkschau RadikalRomanzen im Theater im Pumpenhaus, Münster.
Heute lebt er in Münster und ist, nachdem er sich für mehr als 15 Jahre aus dem literarischen Leben zurückgezogen hatte, seit 2013 wieder schriftstellerisch aktiv.

## Werke
- Nijha, der Attentäter. (Zauberkreis. SF Nr. 149). Zauberkreis-Verlag, Rastatt 1974, DNB 365406732.
- mit Norbert Nowotsch (Hrsg.): Video-Praxis. Münster 1976, DNB 770559697.
- Delphinenspiele. Von Menschen und Delphinen auf einer einsamen Forschungsstation. Jugendbuch. Arena Verlag, Würzburg 1977, ISBN 3-401-03810-9.
- Der Kristallschädel, Der Magier von Maronar, Der Turm der lebenden Toten, Das Stonehenge-Monster (mit Wolfgang Hohlbein) und Die Spinnen-Seuche. Bastei-Verlag, Bergisch Gladbach 1983–1984.
- mit Wolfgang E. Hohlbein unter dem Sammelpseudonym Martin Hollburg: Sternenschiff der Abenteuer: Die Tiger von Vaultron. Franckh, Stuttgart 1984, ISBN 3-440-05368-7.
- mit Wolfgang Hohlbein: Das große Enwor-Rollenspielbuch. Die Insel der Sternenbestie. Goldmann Verlag, München 1991, ISBN 3-442-24522-2.
- mit Wolfgang Hohlbein und Frank Rehfeld: Raven – Schattenchronik. Bastei Lübbe Verlag, Köln 2011, ISBN 978-3-404-20511-0. (erschienen mit der falschen Autorenangabe "Wolfgang Hohlbein")
- mit Wolfgang Hohlbein und Frank Rehfeld: Raven – Schattenchronik. (6-CD-Hörbuch-Cassette, gelesen von David Nathan). Lübbe Audio, Köln 2011, ISBN 978-3-7857-4462-8. (erschienen mit der falschen Autorenangabe "Wolfgang Hohlbein")
- Abattoir. E-Book. Verlag Hary-Production, Zweibrücken 2015, ISBN 978-3-7368-7104-5.
- Revolvermann, verliebt. Gedichte & Co. sonderpunkt Verlag, Münster 2015, ISBN 978-3-95407-063-3.
- Der Schäms-Scheuß-Virus und andere unwahrscheinliche Geschichten. Westfälische Reihe, Münster 2016, ISBN 978-3-95627-514-2.
- Delta Omicron. Apex-Verlag, München 2018, ISBN 978-3-7467-7708-5 (Paperback), ISBN 978-3-7438-8551-6 (E-Book).
- Planet des blauen Feuers. Apex-Verlag, München 2018, ISBN 978-3-7467-9513-3 (Paperback), ISBN 978-3-7438-9101-2 (E-Book).
- mit Andreas Weiler: Computer-Parasiten. Apex-Verlag, München 2019, ISBN 978-3-7485-8170-3 (Paperback), ISBN 978-3-7487-1300-5 (E-Book).
- Jenseits der Universen. Apex-Verlag, München 2020, ISBN 978-3-7531-2557-2 (Paperback), ISBN 978-3-7487-6617-9 (E-Book).
- Der Schäms-Scheuß-Virus und andere unwahrscheinliche Geschichten. p.machinery, Winnert 2016, ISBN 978-3-95765-226-3 (Paperback), ISBN 978-3-95765-869-2 (E-Book).
- Walter Gödden (Hrsg.): Lesebuch Karl-Ulrich Burgdorf. (= Nylands Kleine Westfälische Bibliothek, Band 110). Aisthesis-Verlag, Bielefeld 2021, ISBN 978-3-8498-1590-5 (Paperback).
- Propaganda-Mutanten. Apex-Verlag, München 2021, ISBN 978-3-7549-1916-3 (Hardcover), ISBN 978-3-7549-1914-9 (Paperback), ISBN 978-3-7487-9884-2 (E-Book).

## Übersetzungen
- 1980: Philip K. Dick: Der dunkle Schirm.
- 1981: Philip K. Dick: Der heimliche Rebell. (Nachwort von Hans Joachim Alpers)
- 1981: Greg Bear: Die Obelisken von Hegira. (Nachwort von Hans Joachim Alpers)
- 1984: Philip K. Dick: Der unteleportierte Mann.
- 1986: Orson Scott Card: Das große Spiel.
- 1988: Orson Scott Card: Sprecher für die Toten.
- 1991: Loren D. Estleman: Motown. Thriller aus Motor City, U.S.A. (mit Thomas Hoheisel unter dem gemeinsamen Pseudonym C.T. Bauer)
- 1992: Robert L. Forward: Der Regenbogen des Mars. (mit Peter Treede)
- 1995: Poul Anderson: Sternengeist. Eine atemberaubende galaktische Odyssee.
- 1997: Poul Anderson: Sternenfeuer. Ein Roman aus dem "Sternengeist-Universum" .
- 1998: Orson Scott Card: Enders Kinder.

## Als Herausgeber
- 2022: Lesebuch Dietrich Wachler. (= Nylands Kleine Westfälische Bibliothek, Band 111 – Reihenherausgeber: Walter Gödden). Aisthesis-Verlag, Bielefeld 2022, ISBN 978-3-8498-1808-1.